# 진상면
진상면(津上面)은 대한민국 전라남도 광양시의 면이다.

## 개요
진상면은 백운산을 발원으로 백학동 계곡과 수어천이 흘러 수자원이 풍부하고, 아름답고 깨끗한 고장이다. 주요 생산물은 취나물, 고사리, 매실, 애호박, 감, 곶감 등 친환경으로 재배하는 질 좋고 맛있는 농산물이 생산되고 있다.

## 행정 구역
- 금이리
- 비평리
- 섬거리
- 어치리
- 지원리
- 청암리
- 황죽리